# Crocodilo-anão
O crocodilo-anão (Osteolaemus tetraspis) ou também denominado jimbololo, é um pequeno crocodilo encontrado nas matas equatoriais da África.